# Megatron
Megatron är en robot i berättelserna om Transformers. Han är seriens skurk och ledare för Bedragarna. I den engelska versionen görs hans röst av Frank Welker och i en av de svenska versionerna av Johan Wahlström. I filmen från 2007 är det dock Hugo Weaving som gör rösten.
I The Transformers: The Movie så dödar han och Optimus Prime varandra. Megatron blir sedan återupplivad av robot planeten Unicron, han får då namnet Galvatron.